# Maurizio Lotti
Maurizio Lotti (Poggio Rusco, 12 maggio 1940 – Pieve di Coriano, 22 dicembre 2014) è stato un politico italiano.

## Biografia
Esponente della corrente migliorista del Partito Comunista Italiano, dopo la laurea in giurisprudenza, fu eletto sindaco del paese natale di Poggio Rusco, incarico che lasciò nel 1975. Quell'anno infatti divenne presidente della Provincia di Mantova, carica che mantenne fino al 1983 quando fu eletto Senatore della IX legislatura della Repubblica Italiana. Fu rieletto anche nella X legislatura.